# Cho (rapper)
Giovanni Rustenberg, artiestennaam Cho (Amsterdam, 6 februari 1993), is een Nederlands rapper. Hij maakt deel uit van de hiphopcollectieven SlodderVosGang en Straight Outta Control. Daarnaast treedt hij solo op.

## Biografie
Rustenberg groeide op in de Amsterdamse Bijlmer en interesseerde zich eerst vooral voor voetbal. Zijn broer Randy Rustenberg is een voormalig profvoetballer. Door zijn broer kreeg hij steeds meer aandacht voor hiphop, en vervolgens ging hij ook freestylen. Dit werd gehoord door een dj die hem uitnodigde om een freestyle en interview te geven in zijn lokale radioprogramma Eigen bodem. Hij was toen zestien jaar oud en deed dit op het nummer Broodje bakpao van The Opposites. Dankzij deze uitzending werd hij ontdekt door de rappers Adje en Reverse; met hen werkt hij sindsdien veel samen. Op zijn achttiende verjaardag bracht hij zijn eerste videoclip uit, getiteld Veel schijt (2011).
In 2011 (of eerder) begonnen hij, Adje, Reverse en Jayh met het hiphopcollectief SlodderVosGang. De samenstelling ervan wijzigde zich in de loop van de tijd. Eerst ging hij met Adje en Jowy Rose door en in 2014 sloot Blake zich bij hen aan.  In dat jaar bracht het viertal het minialbum S.V.G. uit en de single Zeg me. Naast zijn werk bij  SlodderVosGang, kwam hij ook met eigen werk. In 2012 en 2013 verschenen zijn twee mixtapes Knock Knock en Knock Knock 2. Daarnaast was hij als gast te horen op albums van Reverse, Broederliefde en Keizer.
In september 2014 tekende hij een contract bij het hiphoplabel Top Notch. Na de duistere single '93 volgde het luchtige Misschien wel hè? De single sloeg aan op het internet en de titel werd een meme op Twitter en Instagram. Daarnaast stond het veertien weken in de Single Top 100. Enkele singles later volgde in 2016 Ik mis je, dat hij samen met de La Rouge uitbracht. Deze single bereikte de top 40 van de Nederlandse hitlijsten. Zijn eerste reguliere album, Knock Knock III (2016), bereikte de derde plaats van de Album Top 100.
Daarnaast was hij in 2015 een van de oprichters van Straight Outta Control, samen met Adje, Big2, Dio, Hef en MocroManiac. In aanloop naar het uitkomen van de Amerikaanse film Straight Outta Compton (2015) over de hiphopformatie N.W.A, sloten ze zich drie dagen op in het huis van Big2. Hier schreven ze het materiaal dat ze uitbrachten op de ep S.O.C. / Straight Outta Control.
In 2016 bracht Rustenberg in samenwerking met Stefflon Don en muziekproducent Spanker het nummer Popalik uit, dit leverde hen een gouden plaat op en tevens werd dit nummer genomineerd voor de Britse Urban Music Awards.